# 阿克塞尔·阿尔弗雷德松
阿克塞尔·阿尔弗雷德松（瑞典語：Axel Alfredsson，1902年5月2日—1966年8月9日），瑞典男子足球运动员。他曾代表瑞典国家队参加1924年夏季奥林匹克运动会足球比赛，获得一枚铜牌。